# Nicolae Filip (academician)
Nicolae Filip (n. 3 martie 1926, satul Sofia, județul Bălți, din Regatul român – d. 15 mai 2009, Bălți, din R. Moldova) a fost un savant, specialist în domeniul fizicii (cu lucrări pe tematica geometriei propagării undelor radio ultrascurte, dispersate de neomogenitățile electronice) și membru de onoare al Academiei de Științe a Moldovei.
Este inclus în Culegerea biografică „2.000 personalități marcante ale sec. al XXI-lea”, elaborată de Centrul Biografic Internațional din Cambridge (Anglia).

## Biografie
Nicolae Filip s-a născut la 3 martie 1926 în satul Sofia din județul Bălți, într-o familie de țărani. A terminat școala primară de 7 ani în satul natal, iar apoi Școala medie nr. 1 din orașul Bălți.
În 1948 devine student al Facultății de Fizică și Matematică a Universității de Stat din Chișinău. După anul III de învățământ, s-a transferat la Institutul Pedagogic din Chișinău pe care l-a absolvit cu mențiune în 1952, obținând diploma de fizician. În același an, devine lector al Institutului Învățătoresc din Soroca.
Din 1953 lucrează la Institutul Pedagogic din Bălți, iar după reorganizarea lui, la Universitatea de Stat „A. Russo”, ocupând succesiv posturile de: lector, lector superior, conferențiar, profesor, șef de catedră, prorector pentru știință, rector.

## Distincții
- Doctor în științe fizico-matematice (1962)
- Eminent al învățământului public din Republica Moldova (1964)
- Eminent al învățământului din U.R.S.S. (1971)
- Titlul onorific de Lucrător Emerit al Școlii Superioare din Moldova (1973)
- Doctor habilitat în științe fizico-matematice (1979)
- Profesor universitar (1980)
- Rector al Universității de Stat din Bălți ”Alecu Russo” (1986)
- Membru de Onoare al Academiei de Științe din Republica Moldova (1995)
- Premiul de Stat al Republicii Moldova în domeniul științei și tehnicii (1996)
- Membru titular al Academiei Internaționale de Științe a Școlii Superioare (1997)
- Doctor Honoris Causa a Universității Tehnice „Gh. Asachi” din Iași (2000)
- Cetățean de onoare al municipiului Bălți (2001)
- Ordinul Național ”Gloria muncii” (1995)
- Cavaler al Ordinului Republicii (2001)

## Publicații
Rezultatele investigațiilor profesorului Nicolae Filip sunt reflectate în circa 200 de publicații, inclusiv 5 monografii, 65 de articole științifice, 25 de referate științifice,
15 rapoarte științifice dintre care:
- 1. „Dispersia undelor radio de către ionosfera anizotropică” (Chișinău, „Știința”, 1974, 12 c. t.).
- 2. „Dispersarea racursională a undelor ultrascurte de către ionosferă la latitudini medii” Chișinău, „Știința”, 1980, 15 c. t.).
- 3. „Metode contemporane de cercetare a proceselor dinamice în ionosferă” (Chișinău, „Știința”, 1991, 18 c. t.).

Alte publicații:
- ADS NASA